# Válffotjåkka
De Válffotjåkka (Zweeds: Válffojohka) is een bergbeek, die stroomt in de Zweedse  gemeente Kiruna. Ze verzorgt de afwatering van bergen ten oosten van de Gámaeatnu. Ze stroomt zuidoostwaarts naar een klein meer Válffoluopal, dat er meer uitziet als een verbreding in een rivier, dan als volwaardig meer. Het Válffoluopal, loopt in het oosten over in het Gámajaure. Het water stroomt via Gámaeatnu en Abiskorivier naar het Torneträsk. De lengte van het riviertje, inclusief verbreding, is 3 kilometer.